# Machadobelba descombesi
Machadobelba descombesi är en kvalsterart som beskrevs av Sandór Mahunka 1988. Machadobelba descombesi ingår i släktet Machadobelba och familjen Machadobelbidae. Inga underarter finns listade i Catalogue of Life.